# Kampung

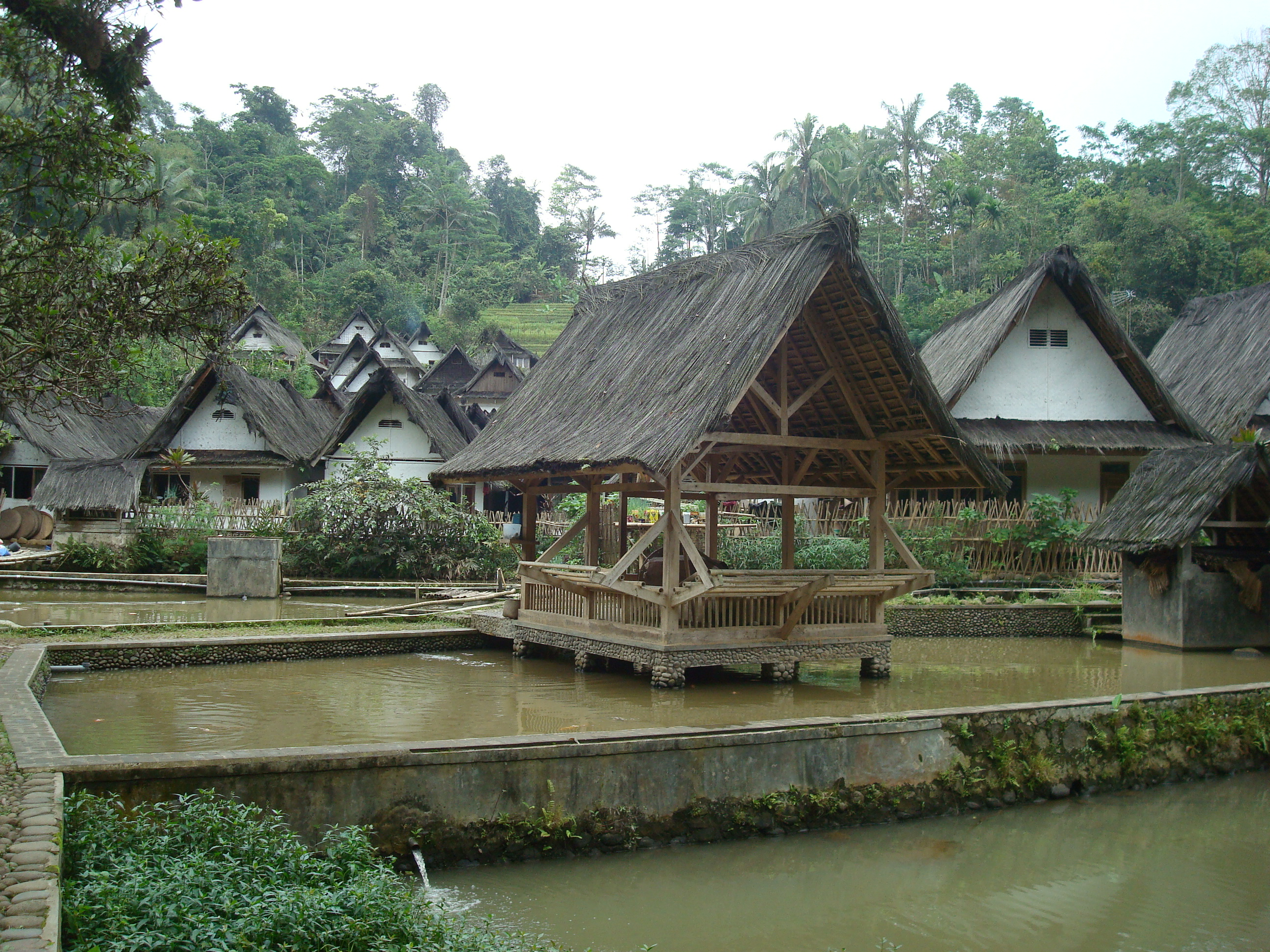
Case tradizionali sundanesi e padiglione di Kampung Naga, villaggio tradizionale Sundanese di Giava Occidentale, Indonesia.

Il Kampung (lingua indonesiana ) o Kampoeng (Vecchia ortografia) o Kampong (lingua malese) è la denominazione del villaggio tradizionale (del paesino), in particolare dei popoli indigeni negli stati del Brunei, Indonesia, Malaysia e Singapore e dei paesi portuali in Cambogia.
Talvolta con questo termine ci si riferisce anche alla baraccopoli delle città dei predetti stati.
Alcuni di questi villaggi hanno una vocazione turistica come Penglipuran a Bali (Indonesia), il quale è stato premiato come il paese più pulito al mondo nel 2016.